# Dibaeis baeomyces

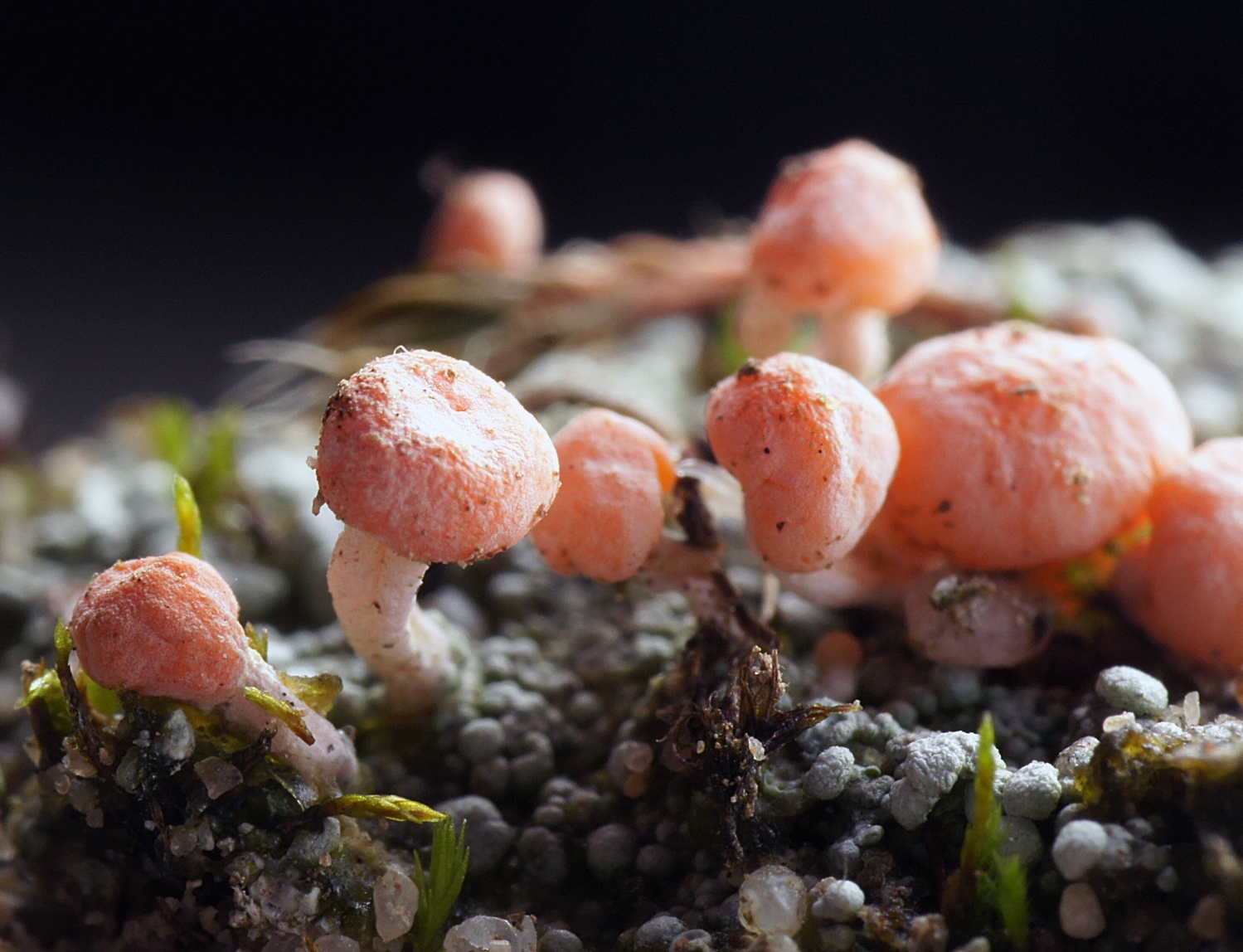
Dibaeis baeomyces am natürlichen Standort auf Rohboden

Dibaeis baeomyces (Syn.: Baeomyces roseus), auch als Rosa Köpfchenflechte bezeichnet, ist eine hauptsächlich auf sauren Böden wachsende, eher seltene Krustenflechtenart.

## Beschreibung
Die Rosa Köpfchenflechte besitzt einen körnig-krustigen Thallus aus halbkugeligen Wärzchen, die grauweißlich bis leicht rosa gefärbt sind. Vielfach ist sie nur steril, die zuweilen gebildeten etwas unregelmäßig rundlichen Fruchtkörper (Apothecien) sind rosa bis hellrot mit einem Durchmesser von 1 bis 4 mm. Sie sitzen auf 2 bis 5 mm langen, gräulich gefärbten Podetien, was ihnen ein pilzähnliches Aussehen verleiht.
Algenpartner innerhalb der Flechtensymbiose (Photobiont) ist die Grünalge Coccomyxa icmadophilae.
Die Rosa Köpfchenflechte wird manchmal sekundär epiphytisch von der Flechtenart Arthrorhaphis mudii besiedelt.
Verwechslungsmöglichkeiten bestehen insbesondere mit der Braunen Köpfchenflechte (Baeomyces rufus; Fruchtkörper jedoch braun und kürzer gestielt) und Icmadophila ericetorum (Fruchtkörper ebenfalls rosa, jedoch nicht oder kaum gestielt).

## Standort und Verbreitung
Die Rosa Köpfchenflechte bevorzugt nährstoffarme, saure Böden und ist besonders auf sandig-steinigen Lehmböden in Lücken von Zwergstrauchheiden und Borstgrasgesellschaften oder als Erstbesiedler an Weganschnitten zu finden. Auch auf dünnen Erdauflagen über Felsen oder auf Dünen, wo sie als natürlicher Sandbefestiger dient, kann sie auftreten.
In den Tieflagen selten, kommt sie besonders in bodensauren Mittelgebirgen (Buntsandstein oder Granit) und den alpinen Silikatgebieten bis etwa zur Waldgrenze vor, mit insgesamt jedoch rückläufiger Tendenz. Ihre Vorkommen liegen in Nord-, West- und Mitteleuropa, selten in höheren Lagen Südeuropas, außerdem in Teilen Nordamerikas.

## Systematische Stellung
Die Rosa Köpfchenflechte wurde lange als nahe Verwandte der sehr ähnlichen Braunen Köpfchenflechte (Baeomyces rufus) angesehen und als Baeomyces roseus der gleichen Familie Baeomycetaceae zugerechnet. Untersuchungen auf molekulargenetischer Basis ergaben jedoch, dass beide Arten verschiedenen Familien angehören und ihre Ähnlichkeit als Konvergenz zu deuten ist.

## Sonstiges
Die Bryologisch-lichenologische Arbeitsgemeinschaft für Mitteleuropa benannte die Rosa Köpfchenflechte als Flechte des Jahres 2010, um auf ihre Gefährdung durch Konkurrenz von schnellwachsenden Moosen und Gefäßpflanzen aufgrund des zunehmenden Stickstoffeintrags sowie durch Befestigungs- und Begrünungsmaßnahmen beim Wegebau aufmerksam zu machen.